# Гнездилова Гора
Гнезди́лова Гора́ — деревня в Плюсском районе Псковской области России. Входит в состав Лядской волости.
Расположена в 15 километрах к северу от волостного центра Ляды и в 60 километрах к северо-западу от райцентра Плюсса.

## Население
Численность населения деревни на 2000 год составляла 5 человек, по переписи 2002 года — 14 человек.

## История
Была отстроена в 1701 году крестьянами, переселившимися сюда из ныне несуществующей деревни Хоромно.

«(л.378) {№ 164} 1710-го июля в 6 день. По указу великого Государя царя и великого князя Петра Алексеевича всеа Великия и Малыя и Белыя Росии самодержца, и по наказу за подписанием руки лантрихтера Якова Никитича Римского Корсакова в Шелонской пятине в Залеской половине в Ляцком погосте на съезжем дворе перепищику Анисиму Сергеевичу Опсеитову того Ляцкого погоста столника Сергея Ивановича Милославского села Заянья приказной ево человек Алексей Фомин сказал по заповеди святаго евангелия Господня вправду.

[...](л.381об.)[...]

В деревни Хоромне: во дворе крестьянин Ануфрей Федоров сорока лет, у него жена Алена тритцати шести лет, у него ж сын Китай девяти лет, Иван тритцати лет, у него жена Акилина тритцати лет, у Ивана сын Петр дву лет, да у них же двоюродные братья Обросим, вдов, тритцати лет, у него сын Иван пятнатцети лет да дочь Настасья трех лет, Михайла дватцети пяти лет, у него жена Ирина дватцети лет, у Михайлы сын Фома восми лет, дочь Матрёна семи недель, Иван Ефимов пятидесяти лет, у него жена Марья сорока восми лет да сын Трофим шеснатцети лет, дочь Агафья четырех лет, [да] в той же деревни пустые дворы: двор пуст крестьянин Архипа Иванова, он, Архип, в 709-м году з женою и з детми бежал в Копорской уезд; двор пуст крестьянин Фомы Иванова, он, Фома, в 701-м году з женою, и з детми, и с племянники переведен того ж погоста на пустошь Гнездилово, что ныне деревня, а под тем дворам было земли пять четвертей, сенного покосу три копны, и ныне та земля и сенной покос лежит в деревни Хоромне в пусте.

[...](л.383)[...]

В деревни Гнездиловой Горы, что была пустошь: во дворе крестьянин Фома Иванов девяносто пяти лет, у него жена Матрёна восмидесяти лет, у Фомы сын Козма сорока лет, у него жена Акилина тритцати девяти лет, у Козмы сын Исак дватцети лет, у него жена Татьяна дватцети пяти лет, у Козмы дочь Ульяна восми лет, а переведен тот двор из деревни Хоромна в 701-м году; в той же деревни двор пуст крестьянина Острата Иванова, он, Острат, з женою и з детми вымер, а переведен он был из деревни Межника, а под тем пустым двором было земли четверть, сенного покосу копна, и та земля и зено[й] покос лежит в пусте.»— [РГАДА. Ф.1209. Оп. 1. № 8591]; Текст приведён по редакции Коплиенко В.Б.
До 1 января 2006 года деревня входила в состав ныне упразднённой Заянской волости.